# Sinonychus satoi
Sinonychus satoi là một loài bọ cánh cứng trong họ Elmidae. Loài này được Yoshitomi & Nakajima miêu tả khoa học năm 2007.